# Шасне
Шасне (фр. Chacenay) насеље је и општина у североисточној Француској у региону Шампањ-Арден, у департману Об која припада префектури Троа.
По подацима из 2011. године у општини је живело 57 становника, а густина насељености је износила 7,31 становника/km². Општина се простире на површини од 7,8 km². Налази се на средњој надморској висини од 244 метара.

## Демографија
| 1962. | 1968. | 1975. | 1982. | 1990. | 1999. | 2011. |
| ----- | ----- | ----- | ----- | ----- | ----- | ----- |
| 53    | 72    | 74    | 78    | 68    | 60    | 57    |

График промене броја становника у току последњих година